# Michail Petrowitsch Odinzow

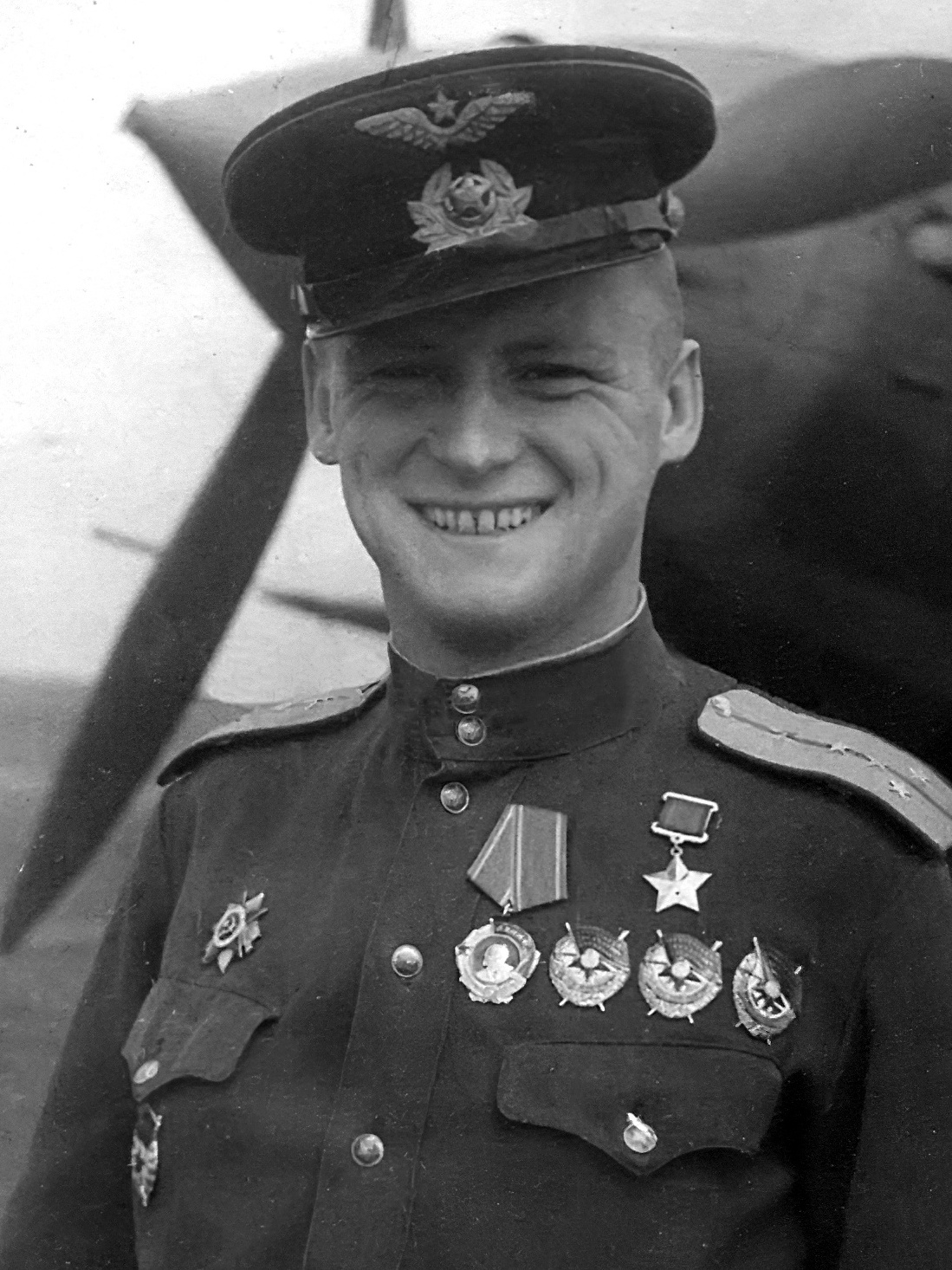

Michail Petrowitsch Odinzow (russisch Михаи́л Петро́вич Одинцо́в) (* 18. November 1921 in Polosowo; † 12. Dezember 2011 in Moskau) war Schriftsteller, zweifacher Held der Sowjetunion, Generaloberst der Flieger, verdienter Militärflieger der UdSSR und Kriegsteilnehmer (Zweiter Weltkrieg).

## Leben und Werdegang
Michail Odinzow wurde am 18. November 1921 in einer russischen Familie mit bäuerlichem Hintergrund im Dorf Polosowo im Ujesd Sarapul (Gouvernement Perm) geboren. Der Vater war als Ermittler für OGPU und NKWD tätig und die Mutter arbeitete als Laborantin.
Nach Beendigung der Schule Nr. 36 in Swerdlowsk (heute Jekaterinburg) begann er im Jahre 1937 zunächst ein Studium an der Swerdlowsker Fachhochschule für Bauwesen, das er aber mangels elterlicher finanzieller Unterstützung aufgab. Danach absolvierte er eine Ausbildung als Facharbeiter in der Swerdlowsker Schuhfabrik und trat gleichzeitig den örtlichen Aeroclub bei, wo er 1938 die Prüfung als Pilot mit Auszeichnung bestand. Im gleichen Jahr wurde er Soldat.

### Militärische Laufbahn
Im Alter von 17 Jahren trat Odinzow als Freiwilliger in die Rote Armee ein und wurde nach der Grundausbildung und Vereidigung als Kursant zur Militärfliegerschule in Perm abkommandiert. Dort konnte er die Ausbildung vorzeitig beenden und kam zur Militärfliegerschule in Engels. Im Mai 1940 beendete Odinzow hier den Offizierslehrgang, wurde zum Unterleutnant ernannt und begann den Truppendienst im 62. Aufklärungsfliegerregiment als Besatzungsmitglied einer Tupolew SB-2. Im Oktober des gleichen Jahres avancierte er zum Kommandant einer Su-2-Bomberbesatzung im 226. Frontbombenfliegerregiment. Im Jahre 1943 trat Odinzow in die KPdSU ein.
Im Jahre 1941 wurde Odinzow zur Kriegsverwendung abkommandiert, wo er am 23. Juni seinen ersten Fronteinsatz flog. Während eines Feindfluges wurde seine Maschine getroffen, wobei er und sein Bordnavigator Tscherwinski schwer verwundet überlebten. Nach siebenmonatiger Rekonvaleszenz wurde er von der flugmedizinischen Kommission dauerhaft für fluguntauglich und vorübergehend für nicht kriegsverwendungsfähig befunden. Ungeachtet dessen meldete er sich wieder bei seinem Regiment, flog auf eigene Verantwortung trotz körperlicher Einschränkungen und erlangte die Typenzulassung für das Schlachtflugzeug Il-2, das er dann bis zum Sieg über Hitlerdeutschland flog.
Auf Grund persönlicher Einsatzerfahrung und nicht zuletzt durch seine Verwundung wurde Odinzow ein entschiedener Befürworter der Verwendung und (im Fall der Il-2) Nachrüstung einer Schutzpanzerung für die Bordschützenkabine von Kampfflugzeugen. Die Erfolge von Sergeant Dmitri Nikonow, seines hochdekorierten Bordschützen, der im Luftkampf acht gegnerische Kampfflugzeuge abschoss und dabei unverletzt blieb, konnten dies belegen.
Während des Krieges diente Odinzow als Staffelkommandeur im 820. Schlachtfliegerregiment und als stellvertretender Regimentskommandeur des 155. Garde-Schlachtfliegerregiment, wobei er sich durch besondere Tapferkeit und als Führer größere Flugformationen auszeichnen konnte. Insgesamt war Odinzow an Operationen der Südwestfront, Brjansker Front, Steppenfront, Stalingrader Front, Woronescher Front, Kalininer Front und der 2. Ukrainischen Front beteiligt.
Seine Kriegsverwendung beendete er im Range eines Garde-Majors (der Flieger) mit insgesamt 215 Feindflügen. In diese Zeit gelangen ihm 14 Abschüsse im Luftkampf gegen feindliche Kampfflugzeuge, was für einen Bomberpiloten der sowjetischen Luftstreitkräfte bis dato als unübertroffen galt. Hierfür wurde er mit der höchsten Auszeichnung des Landes „Held der Sowjetunion“ zweifach geehrt. Ausführliche Darstellungen dazu enthält der zusammenfassende Einsatz-Rapport seines damaligen Geschwaderkommandeurs Garde-Oberstleutnant und Held der Sowjetunion Grigori Tschernezow, 155. Garde-Schlachtfliegerregiment, vom 8. Juni 1945, der im Original vorliegt. Seine besonderen Leistungen wurden zudem mehrfach durch verschiedene Befehlshaber der Land- und Luftstreitkräfte im Befehl gewürdigt und formell anerkannt. Ehemalige Crew-Kameraden, Untergebene und Offiziere, die unter seinem Kommando standen, darunter sechs Helden der Sowjetunion, widmeten ihm 1987 ein Buch.

### Zeit nach dem Zweiten Weltkrieg
Nach dem Krieg setzte er seine Militärlaufbahn fort. 1948 begann er ein siebenjähriges Externstudium an der Militärakademie der Luftstreitkräfte auf. Ende 1948 wurde er in Folge einer in den Kriegsjahren nicht auskurierten Nephritis fluguntauglich geschrieben und bis 1950 vom Truppendienst suspendiert. In diesem Zusammenhang wechselte er an die Fakultät Luftstreitkräfte der Militärpolitischen Lenin-Akademie, die er 1952 mit dem Prädikat „ausgezeichnet“ beenden konnte. In dieser Zeit trainierte er sich physisch und technisch, so dass ihm 1950 seine Flugtauglichkeit ohne Einschränkungen wieder zuerkannt werden konnte.
Nach dem Studium widmete er sich verstärkt der Militärfliegerei, flog und bewertete persönlich eine Vielzahl militärischer Luftfahrzeuge, die sich zu dieser Zeit im Bestand der sowjetischen Luftverteidigung sowie der Armee- und Frontfliegerkräfte befanden. Dies umfasste insbesondere Luftfahrzeuge vom Typ Pe-2, Tu-2, Tu-4, Il-28, Su-7, MiG-15, MiG-17, MiG-21, MiG-23, Tu-16, Tu-22, Su-24, Mi-2, Mi-4, Mi-8 und Mi-24. Dabei floss seine Flugexpertise unmittelbar in konstruktive Verbesserung zur Kampfwertsteigerung, unter Beibehaltung der Flugeigenschaften, ein.
Von 1958 bis 1959 besuchte er die Militärakademie des Generalstabs der Streitkräfte der UdSSR (heute: Militärakademie des Generalstabes der Russischen Streitkräfte), die er mit dem Prädikat „ausgezeichnet“ beendete. Neben Verwendungen in fliegenden Verbänden als Regimentskommandeur, Divisionskommandeur und Befehlshaber der Luftstreitkräfte des Moskauer Militärbezirks war Odinzow im Jahre 1963 einer der ersten Leiter des Kosmonauten-Ausbildungszentrums.
Es folgten weitere Verwendungen und Berufungen wie beispielsweise:
- Generalinspizient für Luftstreitkräfte und Generalinspizient beim Verteidigungsministerium der UdSSR (1976–1981)
- Gehilfe des Vertreters der Polnischen Streitkräften beim Oberbefehlshabers der Streitkräfte der Warschauer-Pakt-Staaten (1981–1987)
- Delegierter des XXIV. und XXV. Parteitags der KPdSU

Während seiner Dienstzeit, aber auch nach der Versetzung in den Ruhestand, publizierte er regelmäßig Aufsätze, Artikel und Bücher; so beispielsweise Damals im Jahre 1942… (Тогда, в 1942-м), Examen im Feuer (Испытание огнём), Aufzeichnungen eines Piloten (Записки лётчика) und Überwindung (Преодоление).
Nach der Versetzung in den Ruhestand, im Jahre 1987, lebte Odinzow in Moskau, wo er am 12. Dezember 2011 verstarb. Seine Grabstätte befindet sich auf dem Friedhof Wostrjakowo.
Odinzow war verheiratet und hatte mit seiner Frau drei Kinder.

## Orden und Auszeichnungen
- Goldner Stern „Held der Sowjetunion“, zweifach[2][3]
- Verdienstorden für das Vaterland, in allen IV Klassen
- Leninorden, zweifach
- Orden der Oktoberrevolution
- Rotbannerorden, fünffach
- Alexander-Newski-Orden
- Orden des Vaterländischen Krieges erster Klasse, zweifach
- Orden des Vaterländischen Krieges zweiter Klasse
- Orden des Roten Sterns
- Orden „Für den Dienst am Vaterland in den Streitkräften der UdSSR“, dritter Klasse
- weiter Medaillen und Auszeichnungen der UdSSR und Russlands
- ausländische Orden und Medaillen
- Verdienter Militärflieger der UdSSR, Militärflieger erster Klasse
- Ehrenbürgerschaft der Stadt Swerdlowsk (1980)

## Ehrendes Gedenken
- Heldenbüste in Polosow, Kreis Perm; Namensgeber der örtlichen Mittelschule
- Büste am Haupteingang der Jekaterinburger Suworowschule
- Namensgeber der Schule № 36 zu Jekaterinburg
- Namensgeber einer Straße in Jekaterinburg, „Michail Odinzow Square, zweifacher Held der UdSSR“[4].